# نبرد سلیمانیه
نبرد سلیمانیه یکی از بزرگ‌ترین نبردهای خیزش شعبان در عراق بود. شهر سلیمانیه با جمعیتی صد هزار نفری از کردها، نخستین شهری بود که توسط شورشیان آزاد شد و آخرین شهری بود که بار دیگر به‌دست ارتش عراق افتاد.

## زمینه‌سازی
پس از شکست توافق خودمختاری در سال ۱۹۷۴، کردها درگیر شورش مسلحانه علیه رژیم صدام حسین شدند. پس از آن‌که جنگ خلیج فارس به‌شدت توان نظامی عراق را تضعیف کرد و در جنوب عراق نیز شورشی آغاز شد، اعضای جاش (میلیشیای کرد وابسته به رژیم صدام که علیه پیشمرگ‌ها می‌جنگید) از ارتش جدا شده و با حمایت مردم محلی، کنترل شهر رانیه را در دست گرفتند. بسیاری از اعضای جاش به صف پیشمرگه‌ها پیوستند. احساسات انقلابی به دیگر مناطق کردستان گسترش یافت؛ مردم به خیابان‌ها آمدند و پیشمرگ‌ها وارد شهرها شده و کنترل رانیه، چاورقورنه، کویسنجق، سلیمانیه، حلبچه، عربات، اربیل، دهوک، زاخو و کرکوک را به‌دست گرفتند.

## شورش

### یورش پیشمرگ‌ها
شورش از ۷ مارس آغاز شد، هنگامی که نیروهای سبک‌اسلحهٔ پیشمرگ وارد سلیمانیه شدند و نیروهای دولتی را بیرون راندند. مردم محلی نیز به آن‌ها پیوستند، به خیابان‌ها آمدند و به همراه پیشمرگ‌ها به ساختمان‌های دولتی و زندان‌ها یورش بردند و صدها زندانی سیاسی را آزاد کردند.
آخرین و مهم‌ترین نقطهٔ مقاومت نیروهای امنیتی عراق، اداره امنیت بود که به‌شدت مستحکم شده بود. اعضای حزب بعث بیش از دو ساعت در برابر کردها مقاومت کردند، اما در نهایت پیشمرگه‌ها و مردم خشمگین وارد ساختمان شدند و تا ۸ مارس، کل شهر در اختیار پیشمرگه‌ها قرار گرفت. بسیاری از اعضای حزب بعث زنده توسط جمعیت خشمگین تکه‌تکه شدند؛ برخی دیگر سوزانده یا با اره تکه‌تکه شدند. بر اساس گزارش دیده‌بان حقوق بشر، حدود ۷۰۰ نفر از نیروهای امنیتی بعثی در این اعدام‌های مردمی کشته شدند، اما سربازان عادی عمدتاً بخشوده شده و اجازه یافتند به خانه بازگردند.

### ضدحمله دولت
پس از شکست شورش در جنوب و بازپس‌گیری تمامی شهرهای جنوبی توسط نیروهای امنیتی عراق، دولت به سمت شمال متوجه شد و برای مقابله با پیشمرگه‌ها، هواپیما، توپخانه سنگین و تانک به منطقه گسیل داشت. در شرایطی که پیشمرگه‌ها با کمبود غذا و بدون حمایت بین‌المللی روبه‌رو بودند، بیش از سه‌چهارم ارتش عراق در حومه سلیمانیه مستقر شد و تنها ۲۰٬۰۰۰ نفر پیشمرگه از شهر دفاع می‌کردند. درگیری‌های شدید در اطراف شهر رخ داد. پیشمرگه‌ها پس از تحمل یورش ده‌روزه توسط بیش از ۹۰٬۰۰۰ سرباز عراقی با پشتیبانی تانک و هواپیما، ناچار به عقب‌نشینی به مرکز شهر شدند. تلفات در هر دو سو سنگین بود؛ پیشمرگه‌ها با از دست دادن ۶٬۰۰۰ نفر از نیروی ۲۰٬۰۰۰ نفری خود، و ارتش عراق به‌دلیل فقدان آموزش تاکتیکی، با از دست دادن حدود ۱۷٬۰۰۰ نیرو روبه‌رو شد.
در ۳۱ مارس، ضدحمله دولت علیه خود شهر آغاز شد. این عملیات از غرب شهر آغاز شده و محله‌های غیرنظامی بختیاری و رزگاری را هدف قرار داد. محله آزادی نیز به‌شدت گلوله‌باران شد و مورد حمله بالگردها قرار گرفت. در ۱ آوریل، پیشمرگه‌ها از تپه‌های مشرف به بختیاری، تانک‌های عراقی را هدف قرار دادند و یک‌چهارم آن‌ها را نابود کردند؛ اما تا ۲ آوریل، پیشمرگه‌ها از غیرنظامیان خواستند شهر را ترک کرده و به سمت شمال بگریزند. در آخرین تلاش برای حفظ شهر، پیشمرگه‌ها عملیاتی انتحاری موسوم به «یورش شهید محمود» را اجرا کردند و چندین خط از نیروهای پیاده ارتش عراق را نابود کردند و تا پایان ۲ آوریل، جاده سنندج را به کنترل خود درآوردند. برای پرهیز از نابودی کامل، باقی‌مانده نیروهای پیشمرگه به کوه قندیل عقب‌نشینی کردند. در ۳ آوریل، ارتش عراق کنترل شهر را به‌دست گرفت؛ شهری که به‌شکلی کامل از سکنه خالی شده بود، چراکه همهٔ غیرنظامیان از بیم انتقام دولت گریخته بودند. به همین دلیل، هرچند بافت شهری نسبتاً دست‌نخورده باقی ماند، اما سربازان عراقی دست به غارت گسترده زدند.

## پس از نبرد
پس از آن‌که بسیاری از کردها به خانه‌های خود بازگشتند، پیشمرگه‌ها در ژوئیه تصمیم گرفتند بار دیگر با ارتش عراق روبه‌رو شوند. در ۲۰ ژوئیه، نیروهای حزب دموکرات کردستان (عراق) (KDP) و اتحادیه میهنی کردستان (PUK) به‌طور مشترک به شهرهای اربیل، دهوک و سلیمانیه یورش بردند. تا اکتبر ۱۹۹۱، آتش‌بسی برقرار شد و دولت، کنترل حدود ۱۶٬۰۰۰ کیلومتر مربع (۶٬۲۰۰ مایل مربع) از خاک کشور را به پیشمرگه‌ها واگذار کرد. این منطقه به‌طور دوفاکتو به عنوان دولت کردی درون عراق عمل می‌کرد و از سوی صدام حسین به‌طور کامل محاصره و از دیگر نقاط کشور جدا شده بود.